# Pierre Louis Touron
Pour les articles homonymes, voir Touron (homonymie).
Pierre Louis Touron est un homme politique français né le 7 mai 1790 à Cazillac (Lot) et décédé le 6 décembre 1845 à Cazillac.

## Biographie
Médecin, il est maire de Cazillac, conseiller général du canton de Martel et député du Lot de 1832 à 1834, siégeant dans la majorité soutenant la Monarchie de Juillet.

## Sources
- Ressources relatives à la vie publique :   - base Léonore
  - Base Sycomore
- « Pierre Louis Touron », dans Adolphe Robert et Gaston Cougny, Dictionnaire des parlementaires français, Edgar Bourloton, 1889-1891 [détail de l’édition]